# Yazd (shahrestan)
Yazd (persiska: يَزد), eller Shahrestan-e Yazd (شَهرِستانِ يَزد), är en delprovins (shahrestan) i Iran. Den ligger i provinsen Yazd, i den centrala delen av landet. Administrativt centrum är staden Yazd.
Delprovinsen hade 656 474 invånare 2016.